# Patrick Dean
Sir Patrick Dean, GCMG (16. března 1909 – 5. listopadu 1994) byl britský diplomat. V letech 1960 až 1964 působil jako stálý zástupce Spojeného království při Organizaci spojených národů a následně v letech 1965 až 1969 jako britský velvyslanec ve Spojených státech.
V říjnu 1956 se jako asistent britského ministra zahraničních věcí Selwyna Lloyda zúčastnil tajných jednání, na kterých za Spojené království podepsal Sèvreský protokol, který byl tajným ujednáním mezi Spojeným královstvím, Izraelem a Francií o válce proti Egyptu.